# Róža Domašcyna
Róža Domašcyna (* 11. srpna 1951 Zerna/Sernjany) je lužickosrbská básnířka, překladatelka a editorka. Je členkou německého PEN-klubu a Saské akademie umění.

## Život
Róža Domašcyna, roz. Chěžkec, se narodila 11. srpna 1951 v Sernjanech (Zerna) v rodině spřízněné s lužickosrbským básníkem Jurijem Chěžkou. Literárně činná je již od dětských let, v roce 1966 založila s bratrancem Janem Chěžkou kroužek píšících školáků. V letech 1968–1972 pak pracovala v redakci časopisů Płomjo a Nowa Doba. Dálkově vystudovala ekonomii hornictví v Sentenbergu (Zły Komorow) a do roku 1984 pracovala jako důlní inženýrka. V letech 1985–1988 studovala tvůrčí psaní na literárním institutu Johannese R. Bechera v Lipsku. Od roku 1989 žije jako svobodná básnířka v Budyšíně. Samostatná knižní prvotina Wróćo ja doprědka du jí vyšla až v roce 1990. Od té doby vydala několik básnických sbírek v hornolužické srbštině a němčině. Kromě poezie píše rozhlasové hry, dramatické texty (v roce 2003 napsala drama W paradizu wšyknych swětow ze života Mata Kosyka) a eseje. Je rovněž autorkou překladů a knih pro děti. Dále se podílí na popularizačních publikacích o Lužici. Domašcyna je nositelkou několika cen za literaturu, jako jsou: Cena Eduarda Mörikeho (1994), Ćišinského propagační cena (1995), Cena Anny Seghersové (1998) a Cena za literaturu Exil – PEN. V současnosti je zřejmě nejdiskutovanější básnířkou Lužice, některé její texty a rozhovory jsou přístupné na internetu. V médiích a na veřejnosti se svými verši vystupuje již od roku 1986.

## Literární dílo
| Móže to być kóždy dźeń hdyž woteńdu křipja hišće durje wobchoda před woknom a wrótka do zahrody wo dwjerno bija hdyž woteńdu so mać z wosudom zwadźi a dźěćo do běłeho nósnika płaka hdyž woteńdu tłóći ćopłota ludźom pót na čoło abo zmjerzk zwozabjenje do palcow hdyž woteńdu wuliča přiwuzni kóšty za pohrjeb a luby so wosnje žónskeho ramjenja dótknje hdyž woteńdu Wróćo ja doprědka du (Budyšin 1990) |
| |

| Může to být každým dnem až odejdu zaskřípou ještě dveře obchodu naproti a dvířka do zahrady udeří o sloupek až odejdu matka se nesmíří s osudem a dítě bude plakat do bílého kapesníku až odejdu vyrazí horko lidem pot na čele nebo mráz zaleze za nehty až odejdu spočítají příbuzní náklady na pohřeb a milenec se ve spaní dotkne ženského ramene až odejdu Wróćo ja doprědka du (Budyšin 1990) [přel. Radek Čermák] |
| |

Róža Domašcyna je bezesporu nejvýraznější představitelkou současné lužickosrbské poezie, která v návaznosti na poetiku Kita Lorence zachycuje aktuální vývoj lužické kultury. V jejím díle postupně nazrávalo téma smrti jako „nového počátku“, variované na motivech přírody a erotiky. Tento zánik a nový zrod je ztvárněn především na bázi jazyka. Svým způsobem tedy vychází z podobných pozic jako Marja Krawcec. I ona ve svých verších hledala vlastní identitu a zpřítomňovala hrozivé téma zániku vlastní kultury. Postupem času však nacházela tvůrčí cestu „ven“ z této smrti, kterou jí poskytují možnosti polysémie. Po formální stránce se zprvu navrátila k rýmu. Domašcyna začala psát v hornolužické srbštině, od lipských studií však své texty překládá do němčiny. Nejedná se ovšem o překlad v běžném smyslu, ale spíše o další autoverze, přičemž nelze vždy rozeznat, která z nich je originální či „první“. Právě tato dvojjazyčnost je potom dynamickým principem jejích textů. Otázkou však zůstává, nakolik její vytříbený esteticismus přežije další generace, zvláště kdyby se naplnila ta nejpesimističtější varianta osudu lužické srbštiny. Nelze vyloučit, že tato náročná dvojjazyčná poezie se nakonec bude muset vrátit ke svým popíraným kořenům v lužickosrbské, či pravděpodobněji v německé kultuře.

### Poezie a próza
- Wróćo ja doprědka du: Teksty 1980-1989. Budyšin: Domowina, 1990. 105 s. ISBN 3-7420-0504-9.
- Zaungucker: Gedichte, Texte. 1. Aufl. Berlin: Janus Press, 1991. 93 s. ISBN 3-86163-021-4.
- Pře wšě płoty. 1. nakł. Budyšin : Ludowe Nakł. Domowina, 1994. 119 s. ISBN 978-3-7420-1568-6.
- Zwischen Gangbein und Springbein : Gedichte. 1. Aufl. Berlin : Wolf, Janus Press, 1995. 128 s. ISBN 978-3-928942-22-5.
- Předparadiz: Delany w prozy a basnistwje. 1. nakład. Budyšin: Ludowe nakładnistwo Domowina, 1997. 223 s. ISBN 3-7420-1722-5.
- Selbstredend, selbzweit, selbdritt : Gedichte, Texte. 1. Aufl. Berlin : Wolf, Janus Press, 1998. 93 s. ISBN 978-3-928942-55-3.
- Zwischen Gangbein und Springbein: Gedichte. 2. Aufl. Berlin: Janus Press, 1998. 128 s. ISBN 3-928942-22-0.
- Poezje. Warszawa: Klub Osiedlowy "Anin", 1998. nestránkováno.
- Pobate bobate: skorobajki 1994-1999. 1. nakład. Budyšin: Ludowe nakładnistwo Domowina, 1999. 85 s. ISBN 3-7420-1789-6.
- Kunstgriff am Netzwerg. Einmalige Aufl. Ottensheim an der Donau : Ed. Thanhäuser, 1999. [40] s. ISBN 978-3-900986-36-0. Ranitzdrucke ; Nr. 7.
- Róža Domašcyna. 1. nakład. Budyšin : Ludowe Nakł. Domowina, 2001. 59 s. ISBN 978-3-7420-1869-4. Serbska poezija ; 46
- Die Henne im Gras. Privatdr. München : Ludewig, [2003?], [4] s.
- My na AGRA: anagramy. 1. nakład. Budyšin: Ludowe nakładnictwo Domowina, 2004. 83 s. ISBN 3-7420-1969-4.
- Stimmfaden: Gedichte. Heidelberg: Wunderhorn, ©2006. 92 s. ISBN 3-88423-266-5.
- U krugu : [Smederevska Pesnička Jesen] = Im Zirkel. Smederevo : Meridijani, 2009. 73 s. ISBN 978-86-84201-76-0.
- Ort der Erdung : Gedichte & Miniaturen. 1. Aufl. Halle (Saale) : Projekte-Verl. Cornelius, 2011. 128 s. ISBN 978-3-86237-245-4.
- Blablabla. Leipzig : Solomon-Presse, 2011. [ca. 45] s. Solomon-Presse (Leipzig): … Druck der Solomon-Presse ; 23.
- Štož ći wětřik z ruki wěje: teksty a přebasnjenja. 1. nakł. Budyšin: Ludowe nakładnistwo Domowina, 2012. 95 s. ISBN 978-3-7420-2220-2.
- Feldlinien : Gedichte ; [aus fünfundzwanzig Jahren]. 1. Aufl. Bucha bei Jena : Quartus-Verlag, 2014. 95 s. ISBN 978-3-943768-23-7.
- Die Dörfer unter Wasser sind in deinem Kopf beredt : Gedichte. 1. Aufl. Leipzig : poetenladen, 2016. 123 s. ISBN 978-3-940691-82-8. Reihe neue Lyrik ; Band 12.
- W času zeza časa.1. nakł. Budyšin: Ludowe nakładnistwo Domowina, 2019. 116 s. ISBN 978-3-7420-2573-9.

### Drama
- Balonraketa. 1. nakł. Budyšin : Ludowe Nakł. Domowina, 2008. 76 s. ISBN 978-3-7420-2100-7. Serbska dźiwadłowa zběrka ; 9.